# Tobias albicans
Tobias albicans là một loài nhện trong họ Thomisidae.
Loài này thuộc chi Tobias. Tobias albicans được Cândido Firmino de Mello-Leitão miêu tả năm 1929.